# Ruumisselkä
Ruumisselkä är en del av sjön Yli-Kitka i Finland. Den ligger i Posio i landskapet Lappland, i den nordöstra delen av landet, 700 km norr om huvudstaden Helsingfors. Ruumisselkä ligger 245 meter över havet.